# Je suis un vrai garçon
Chansons représentant la France au Concours Eurovision de la chanson
Mama Corsica
(1993) Il me donne rendez-vous
(1995)
Je suis un vrai garçon est une chanson interprétée par la chanteuse française Nina Morato pour représenter la France au Concours Eurovision de la chanson 1994 qui se déroulait à Dublin, en Irlande.

## Concours Eurovision de la chanson
Elle est interprétée en français, langue nationale, comme l'impose la règle entre 1976 et 1999. L'orchestre est dirigé par Alain Goraguer.
Il s'agit de la vingt-cinquième et dernière chanson interprétée lors de la soirée, après Edyta Górniak qui représentait la Pologne avec To nie ja (en). À l'issue du vote, elle a obtenu 74 points, se classant 7e sur 25 chansons,. 
La chanson présente Morato qui chante qu'elle ne souhaite pas revenir chez son amant, même si elle sait qu'il a des sentiments pour elle. Elle se décrit comme « un vrai garçon, celle qui t'ensorcelle ». La chanson est en partie mémorable pour la performance idiosyncrasique de Morato (dont un extrait a été montré au cours de l'émission spéciale Congratulations : 50 ans du Concours Eurovision de la chanson à la fin de 2005), qui présentait la chanteuse en sautant autour de la scène. Elle est également significative pour les paroles dans le chœur final — « Je sais j'suis son amour, mais putain, y'a des jours / où c'est lourd, c'est lourd » — où le mot « putain » contrevient clairement aux règles du concours sur les obscénités audibles. Cependant, la chanson a été réalisée comme écrite, jurons inclus.

## Liste des titres
| 1. | Je suis un vrai garçon | Nina Morato, Bruno Maman | Bruno Maman   | 3:00 |
| 2. | Mon bébé qui dort      | Nina Morato              | Jérôme Pigeon | 4:44 |

## Historique de sortie
| Pays   | Date | Format    | Label   |
| ------ | ---- | --------- | ------- |
| France | 1994 | CD single | Polydor |